# درجة حرارة تشوش الهوائي

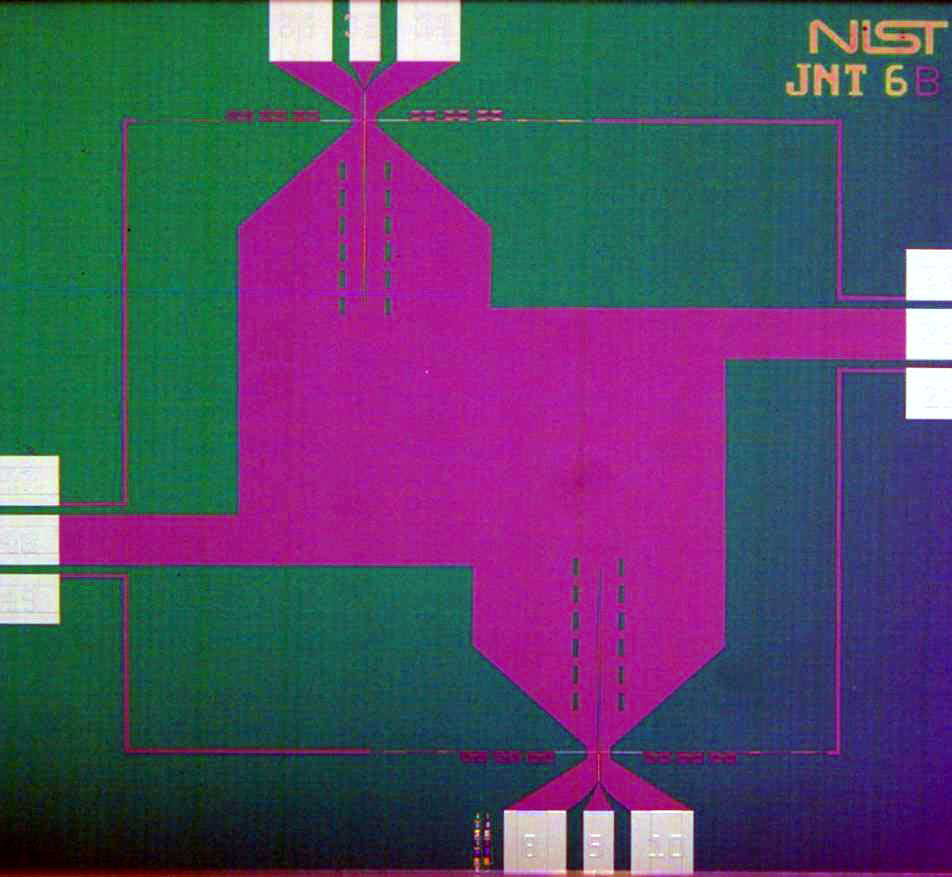
صورة للدائرة المستخدمة في نظام جونسون لقياس حرارة الضوضاء

في الاتصالات السلكية واللاسلكية، تشير درجة حرارة تشوش الهوائي إلى درجة حرارة المقاوم الافتراضي المنبعثة عند منطقة إدخال جهاز الاستقبال المثالي الخالي من التشوش؛ والذي يعمل على توليد نفس طاقة التشوش الناتجة من كل وحدة في النطاق العريض لتكون مثل تلك الناتجة عند مخرج الهوائي عند تردد محدد.
وتنتج درجة حرارة تشوش الهوائي من مصادر عدة:
- الإشعاع المجري
- سخونة الأرض
- الشمس
- الأجهزة الكهربائية
- الهوائي نفسه

يرتفع التشوش المجري حيث يصل إلى أقل من 1000 ميجا هرتز. وعند 150 ميجا هرتز تقريبًا، تصل درجة الحرارة حوالي 1000 كلفن. وعند تردد 2500 ميجا هرتز، تنخفض درجة الحرارة لتصل إلى حوالي 10 كلفن.
يبلغ معدل درجة حرارة الأرض القياسية المقبولة 290 كلفن.